# エラトステネス (クレーター)
エラトステネス (Eratosthenes) は、月にある衝突クレーター。雨の海の東南、アペニン山脈（Montes Apenninus）の西端に位置している。ヘレニズム時代のエジプトで活躍したギリシャ人の学者エラトステネスにちなんで名づけられた。
月の地質年代尺度においてエラトステネス代は、このエラトステネス・クレーターが形成されて以降の時代を指す。エラトステネス・クレーターは約32億年前に形成された。
エラトステネスは大きな壁段丘を持ち、中央丘のある目だったクレーターである。エラトステネスの南西に位置するコペルニクス・クレーターから伸びた光条の上に位置しているため、高いアルベドとなっている。エラトステネスのすぐ西側にはカルパティア山脈の東端が迫っており、南方には熱の入江（Sinus Aestuum）が広がっている。

## 従属クレーター
エラトステネスのごく近くにある小さな無名のクレーターについては、アルファベットを付加することによって識別される。
| 名称 | 月面緯度     | 月面経度     | 直径 |
| ---- | ------------ | ------------ | ---- |
| A    | 北緯 18.4 度 | 西経 8.3 度  | 6 km |
| B    | 北緯 18.7 度 | 西経 8.7 度  | 5 km |
| C    | 北緯 16.9 度 | 西経 12.4 度 | 5 km |
| D    | 北緯 17.5 度 | 西経 10.9 度 | 4 km |
| E    | 北緯 18.0 度 | 西経 10.9 度 | 4 km |
| F    | 北緯 17.7 度 | 西経 9.9 度  | 4 km |
| H    | 北緯 13.3 度 | 西経 12.2 度 | 3 km |
| K    | 北緯 12.9 度 | 西経 9.2 度  | 5 km |
| M    | 北緯 14.9 度 | 西経 13.6 度 | 4 km |
| Z    | 北緯 13.8 度 | 西経 14.1 度 | 1 km |